# Altjeßnitz
Altjeßnitz – dzielnica miasta Raguhn-Jeßnitz w Niemczech, w kraju związkowym Saksonia-Anhalt, w powiecie Anhalt-Bitterfeld.
Do 1 stycznia 2010 była to oddzielna gmina wchodząca w skład wspólnoty administracyjnej Raguhn. Do 1 lipca 2007 należała do powiatu Bitterfeld.

## Geografia
Altjeßnitz położone jest nad rzeką Mulda, 10 km na północ od Bitterfeld-Wolfen.